# Eclipse (álbum de Brother Simion)
Eclipse é nome do oitavo álbum de estúdio do cantor Brother Simion, lançado em 2004 pela BS Produções após a saída de Simion da MK Music.
O disco foi produzido pelo próprio cantor juntamente com Cris de Matteis e apresenta um sonoridade próxima ao new metal, diferindo assim dos demais álbuns do cantor e também sendo o seu registro mais "pesado". A crítica especializada definiu o disco como uma volta às raízes de Simion, mas Simion discordou. "Acho que nunca deixei minhas raízes, só que às vezes gosto de passear pelo jardim de Deus e experimentar as diversidades de sons".
As músicas foram escritas durante viagens do artista pelo Brasil e outros países e algumas tratam de temas polêmicos. "Semideus", uma das principais faixas da obra, é dedicada a "líderes que transformaram igrejas do corpo de Cristo em empresas e se acham proprietários daquilo que só a Deus pertence".
O álbum conquistou avaliações favoráveis da crítica e foi eleito o 40º melhor disco da década de 2000, de acordo com lista publicada pelo Super Gospel.
| Críticas profissionais | Críticas profissionais |
| Avaliações da crítica  | Avaliações da crítica  |
| Fonte                  | Avaliação              |
| ---------------------- | ---------------------- |
| O Propagador           | [ 9 ]                  |

## Faixas
Todas as músicas e letras por Brother Simion
1. "Prelúdio"
2. "Semi-Deus"
3. "10 "Real""
4. "Despertar dos Loucos"
5. "Hotel Paradiso"
6. "Memorandum"
7. "Ei, Amigo"
8. "All Right"
9. "Onde Deus Me Levar"
10. "Noite de Johnny"
11. "Perdoar"
12. "Eclipse"